# كيغو نوماتا
كيغو نوماتا (باليابانية: 沼田 圭悟) (24 يوليو 1990 في غيفو في اليابان – )؛ هو لاعب كرة قدم ياباني سابق كان يلعب كمدافع.

## وصلات خارجية
- كيغو نوماتا على موقع رابطة كرة القدم اليابانية للمحترفين (اليابانية)
- كيغو نوماتا على موقع قاعدة بيانات كرة القدم.إي يو (الإنجليزية)
- كيغو نوماتا على موقع Soccerway.com (الإنجليزية)
- كيغو نوماتا على موقع عالم كرة القدم.نت (الإنجليزية)
- كيغو نوماتا على موقع كووورة